# WPP
WPP (iniciales de Wire and Plastic Products en idioma inglés) es una empresa de servicios de marketing y comunicaciones del Reino Unido. Fue fundada en 1971 con fines industriales y adquirida en 1985 para entrar a la industria publicitaria. La empresa está presidida por Mark Read desde septiembre del 2018.
WPP agrupa a múltiples agencias de publicidad a nivel mundial, medios, relaciones públicas e investigación de mercados incluidas Ogilvy, Wunderman Thompson, VMLY & R, Grey, IMRB, Millward Brown, Hill & Knowlton, TNS, GroupM, Kantar y Burson Cohn & Wolfe. Es una de las "Big Five", junto con Dentsu, Publicis, Interpublic Group of Companies y Omnicom.

## Historia
Fue fundada en 1971 como  Wire and Plastic Products.
En 1985, Martin Sorrell adquirió la empresa debido a que buscaba una compañía existente para ofrecer servicios de Marketing. En 1987 la compañía fue renombrada como WPP Group.

## Empresas de propiedad del grupo WPP
Publicidad:
- Geometry
- Ogilvy, fundada por David Ogilvy
- Grey
- Young & Rubicam (Y&R)
- J. Walter Thompson

Administración de datos
- Kantar 
  - WorldPanel
  - IBOPE Media
  - Millward Brown
  - TNS

Servicios de tecnología
- Wunderman
- VML
- AKQA
- Possible

Inversion en Medios

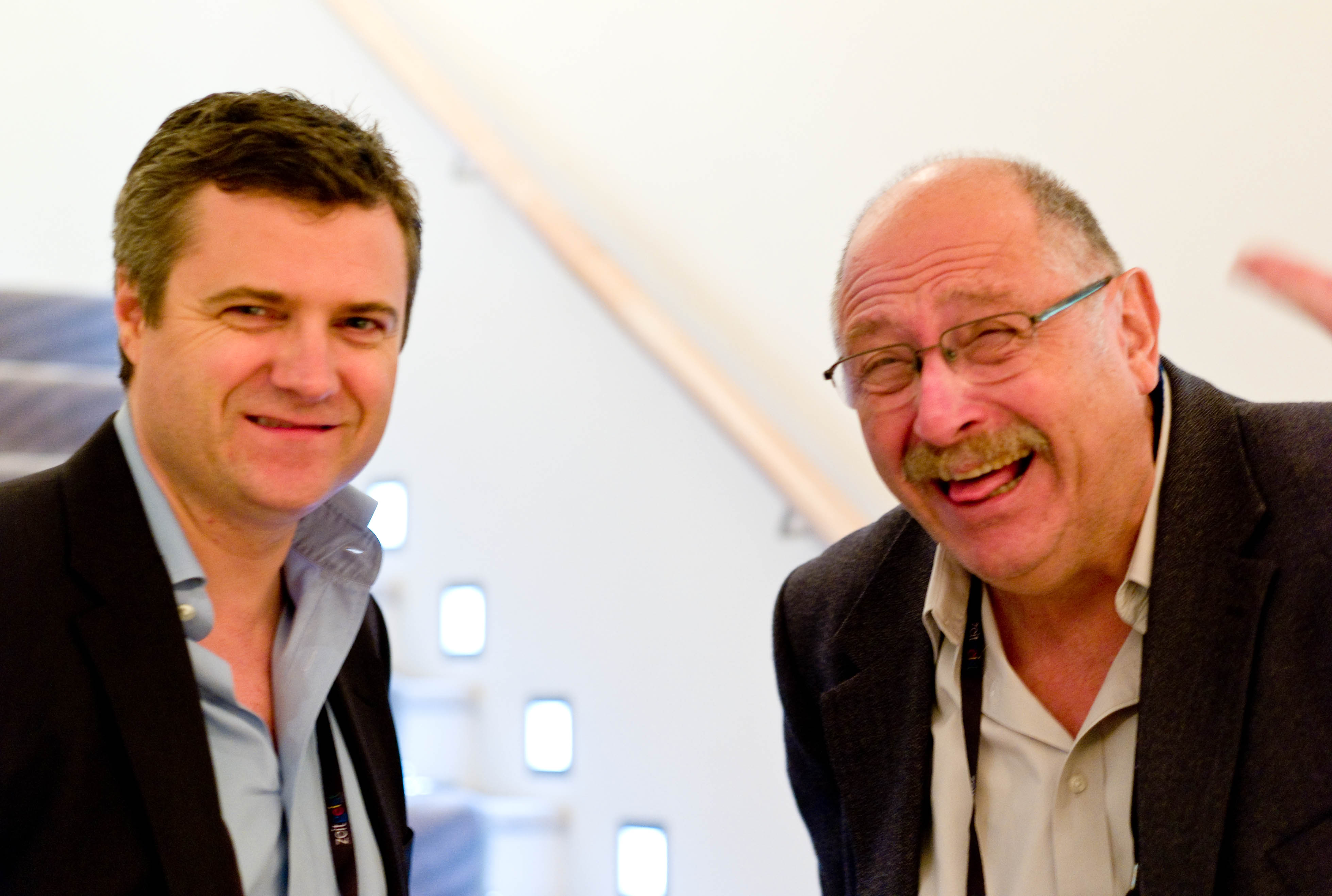
Mark Read, CEO Global de WPP (izquierda) with Yossi Vardi

- GroupM, conformada por las empresas de medios: Mindshare, MediaCom, Wavemaker, Essence y Xaxis

Relaciones Públicas
- BCW (Burson Cohn & Wolfe)
- Hill+Knowlton

Publicaciones relevantes

## Industria de las comunicaciones de marketing
| Holding         | Ventas 2017 | Origen                    |
| --------------- | ----------- | ------------------------- |
| WPP             | US$ 20.539M | Reino Unido               |
| Omnicom         | US$ 15.956M | Estados Unidos de América |
| Publicis Groupe | US$ 12.222M | Francia                   |
| Dentsu          | US$ 8.522M  | Japón                     |
| Interpublic     | US$ 7.933M  | Estados Unidos de América |
| Havas           | US$ 2.827M  | Francia                   |
| Hakuhodo DY     | US$ 2.493M  | Japón                     |